# Rynarcice (województwo dolnośląskie)
Rynarcice (niem. Gross Rinnersdorf) – wieś w Polsce położona w województwie dolnośląskim, w powiecie lubińskim, w gminie Rudna.

## Podział administracyjny
W latach 1945–1954 siedziba gminy Rynarcice. W latach 1975–1998 miejscowość położona była w województwie legnickim.

## Środowisko naturalne
Wieś znajduje się w obrębie mikroregionu Wzgórza Polkowickie, wchodzącego w skład mezoregionu Wzgórza Dalkowskie.

## Zabytki
Do wojewódzkiego rejestru zabytków wpisane są:
- kościół filialny pw. św. Marcina, z XV w., XVIII w.
- zespół pałacowy, z XVIII w., XIX w.
  - pałac
  - dwie oficyny
  - chlew z cielętnikiem
  - obora
  - park naturalistyczny

## Historia
W słowniku miejscowości Meyers z początku XX w. Gross Rinnersdorf to wieś i nieruchomość gruntowa zamieszkana przez 207 mieszkańców.